# Pont-en-Ogoz
Pont-en-Ogoz é uma comuna da Suíça, no Cantão Friburgo, com cerca de 1.461 habitantes. Estende-se por uma área de 9,95 km², de densidade populacional de 147 hab/km². Confina com as seguintes comunas: Farvagny, Hauteville, Le Glèbe, Marsens, Pont-la-Ville, Rossens, Sorens, Vuisternens-en-Ogoz.
A língua oficial nesta comuna é o francês.